# Krasowa (powiat strzelecki)
Krasowa (dodatkowa nazwa w j. niem. Krassowa) – wieś w Polsce położona w województwie opolskim, w powiecie strzeleckim, w gminie Leśnica.
Wierni Kościoła rzymskokatolickiego należą do parafii Januszkowice, w powiecie krapkowickim.

## Historia
Pierwsza wzmianka o wsi Krasowa pochodzi z 1679 roku, wymienia się ją jako „Kraszowa”. W tym czasie wioska ta była własnością proboszcza z Leśnicy Opolskiej. W 1720 roku Krasowa liczyła 82 mieszkańców. Później w roku 1783 wieś liczyła 75 mieszkańców w tym: 6 kmieci, 9 zagrodników i 1 chałupnik. Wtedy funkcjonował młyn wodny. Do 1936 roku miejscowość nosiła nazwę urzędową Krassowa, a w latach 1936–1945 – Klein Walden.
W 1910 roku 258 mieszkańców mówiło w języku polskim, 4 w językach polskim i niemieckim, natomiast 3 osoby posługiwały się jedynie językiem niemieckim. W 1919 r. mieszkańcy założyli tu oddział Polskiej Organizacji Wojskowej Górnego Śląska. Podczas plebiscytu w 1921 roku we wsi uprawnionych do głosowania było 154 mieszkańców (w tym 22 emigrantów). Za Polską głosowało 70 osób, za Niemcami 84 osoby.
W czasie trwania III powstania śląskiego, 7 maja 1921 roku wieś została zdobyta przez baon Pawła Dziewiora. Od 21 maja w rejonie Krasowej walczyły pułki powstańcze Walentego Fojkisa, Pawła Cymsa, Franciszka Rataja, a później Karola Gajdzika. Przez kilka dni wieś przechodziła z rąk do rąk. 4 czerwca została ostatecznie opanowana przez siły niemieckie..
Liczba ludności na przestrzeni czasu
1720: 82 mieszkańców

1783: 75

1817: 93

1845: 204

1861: 217

1910: 265

1939: 293

1996: 215

2008: 202

2014: 194